# Calcaritis
Calcaritis is een geslacht van vlinders van de familie spanners (Geometridae), uit de onderfamilie Ennominae.

## Soorten
- C. flavescens Alphéraky, 1892
- C. megacentron Wehrli, 1931
- C. pallida Hedemann, 1881